# Suore del Santo Bambino Gesù
Le Suore del Santo Bambino Gesù (in francese Sœurs du Saint-Enfant-Jésus) sono un istituto religioso femminile di diritto diocesano.

## Storia

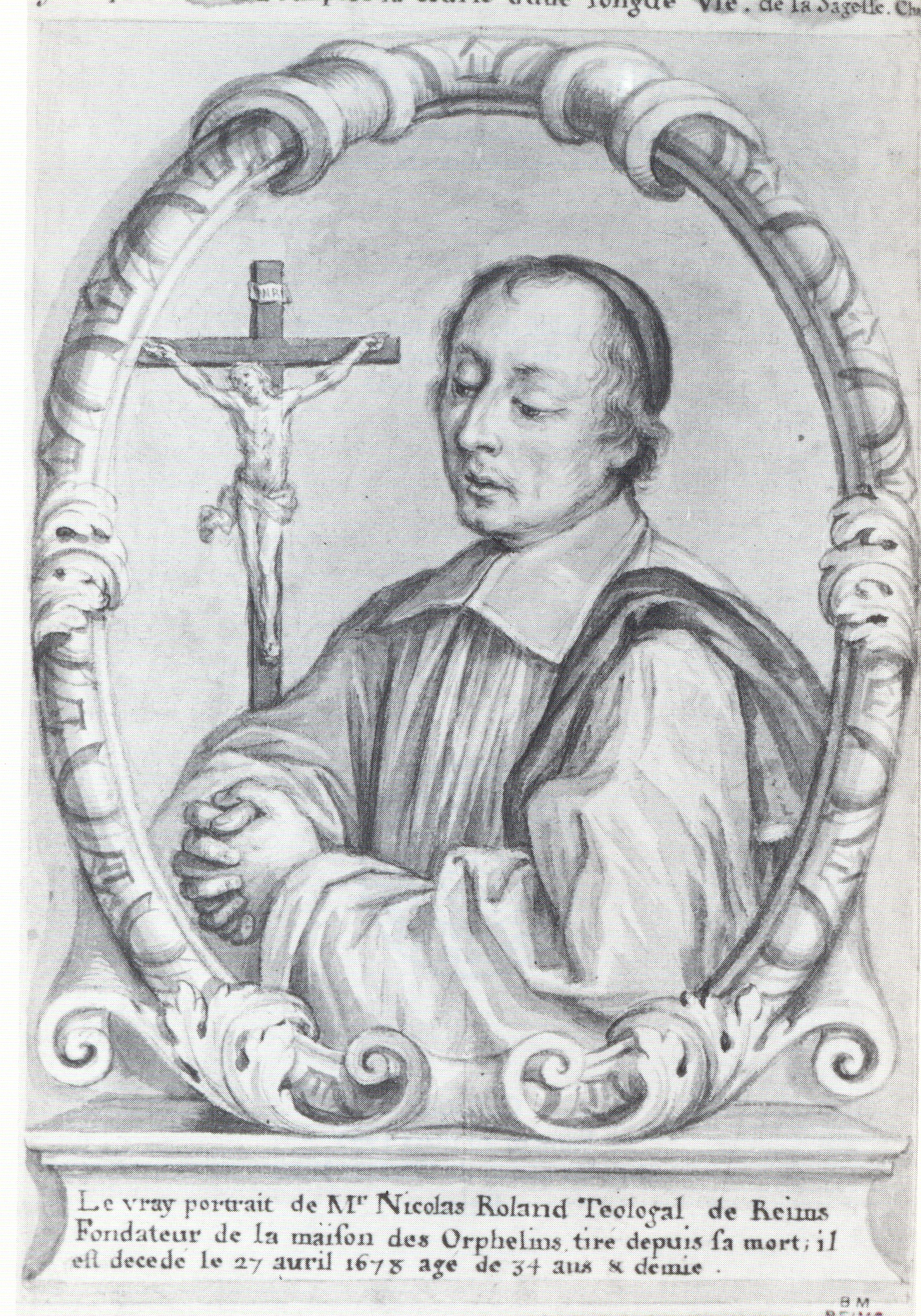
Nicolas Roland, fondatore della congregazione

La congregazione fu fondata il 27 dicembre 1670 a Reims da Nicolas Roland per l'istruzione delle ragazze povere: per l'organizzazione del nascente istituto Roland si avvalse della collaborazione di due religiose della congregazione delle Suore del Bambino Gesù di Rouen, fondate da Nicolas Barré.
Nel 1678, alla morte del fondatore, la direzione dell'istituto fu assunta da Giovanni Battista de La Salle, che nel 1679 ottenne il riconoscimento legale delle Suore del Santo Bambino Gesù da Luigi XIV.
Le costituzioni furono approvate da Charles-Maurice Le Tellier, arcivescovo di Reims, il 12 novembre 1683 e l'8 febbraio 1684 le prime suore emisero i voti.
Durante la Rivoluzione la congregazione inizialmente sopravvisse perché le suore erano considerate secolari, ma nel 1791 le religiose furono disperse dal vescovo costituzionale di Reims, Nicolas Diot, perché si rifiutavano di prestare il giuramento costituzionale.
La congregazione tornò attiva dopo il 1803 su richiesta delle autorità municipali di Reims: il 2 luglio 1823 ricevette nuove costituzioni dall'arcivescovo Jean-Charles de Coucy e il riconoscimento legale da parte di Carlo X nel 1827.
Nel 1969 fu aperta la loro prima missione in Ciad.

## Attività e diffusione
Le suore si dedicano all'istruzione della gioventù e alla cura dei malati.
Oltre che in Francia, le suore sono attive in Ciad; la casa generalizia è a Reims.
Nel 1986 l'istituto contava 110 religiose e 20 case.